# Галичанка-ЗУНУ
«Галичанка-ЗУНУ» — жіноча волейбольна команда Західноукраїнського національного університету. Заснована в 1985 році. Від 1999 року виступає в Суперлізі України.

## Історія
Волейбольна команда «Галичанка» заснована в 1985 році на базі Західноукраїнського національного університету. 
У 1990-1991 рр. команда виходить до Першої ліги Чемпіонату СРСР, з 1992 р. – учасник Чемпіонату України серед команд Вищої ліги.що
У червні 1993 р. гравці команди - студентки Тернопільського інституту народного господарства стають чемпіонами І Універсіади України. Через два роки у місті Харкові студентки ТАНГ знову повторюють свій успіх на II Універсіаді України. А вже через два тижні команда «Галичанка» завойовує Кубок України в Черкасах, і вперше в історії ігрових видів спорту Тернопільщини привозить Національний трофей у Тернопіль.
У сезоні 1998-1999 рр. з повністю омолодженим складом команда на сезон покидає лігу найсильніших і, ставши чемпіоном України серед команд Вищої ліги, повертається до когорти найсильніших, яка вже має назву Суперліги України. Повернення стало успішним. Два сезони 1999-2000, 2000-2001 стає бронзовим призером чемпіонату України серед команд Суперліги.
Окремою сторінкою в історії «Галичанки», як і всього волейболу Тернопільської області став сезон 2009–2010, в якому стала першою ігровою командою західної України, яка здобула чемпіонський титул серед жіночих команд Суперліги. І, напевно, єдиною командою  в історії Українського волейболу, яка виграла чемпіонат виключно вихованцями свого клубу. 
Чемпіонський склад: Юлія Лонюк, Галина Щур, Тетяна Мандражеева, Наталія Чернецька, Олена Туркула (капітан), Тетяна Танащук, Яніна Журовська, Катерина Руденька, Марія Пацюркевич, Надія Косило. Головний тренер — Андрій Романович. 
Команда двічі вигравала Кубок України 1994 та 2004. Вони також ставали чемпіонами України та Європи серед університетських команд.
Учасник XX Літньої універсіади Пальма-де-Майорка, Іспанія і XXI Всесвітній універсіаді в Пекіні, в  2001. Багатьох міжнародних турнірів.

## Назви
Команда кілька разів змінювала назву, що було пов'язане зі зміною титульних спонсорів.
- 1985-1999 «Галичанка»
- 1999-2008 «Галичанка-Галекспорт»
- 2008-2011 «Галичанка-Динамо-ТНЕУ»
- 2011-2013«Галичанка-ТНЕУ»
- 2013-2014 «Галичанка-ТНЕУ-Укрінбанк»
- 2014-2015 «Галичанка-ТНЕУ»
- 2015-2016 — «Галичанка-ТНЕУ-Вікнарьов»[1]
- 2016-2020 «Галичанка-ТНЕУ-Гадз»
- 2020- «Галичанка-ТНЕУ»

## Склад

### Гравці
Сезон 2024/2025 
| №  | Ім'я, прізвище        | Дата народження | Позиція               |
| -- | --------------------- | --------------- | --------------------- |
| 2  | Софія Самусенко       | 16.04.2006      | Ліберо                |
| 7  | Дарія Степура         | 18.05.2006      | Центральний блокуючий |
| 8  | Діана Тарнавський-Лис | 14.06.2005      | Центральний блокуючий |
| 9  | Валерія Дрьомова      | 21.12.2000      | Діагональний          |
| 10 | Марія Проценко        | 24.02.2000      | Діагональний          |
| 11 | Анастасія Джима       | 01.01.2005      | Зв'язуючий            |
| 12 | Олександра Осипенко   | 10.07.2005      | Догравальник          |
| 14 | Олександра Кутнякова  | 07.11.1997      | Ліберо                |
| 18 | Марія Риболовлєва     | 24.02.2005      | Центральний блокуючий |
| 19 | Лілія Попович         | 26.05.2004      | Центральний блокуючий |
| 21 | Діана Голод           | 26.05.2004      | Зв'язуючий            |
| 23 | Марина Мірчева        | 23.02.1995      | Догравальник          |
| 30 | Оксана Фартушняк      | 26.05.2004      | Центральний блокуючий |

## Усі сезони
| Сезон   | Ліга      | Місце | Кубок України    | Суперкубок України | Єврокубки   |
| ------- | --------- | ----- | ---------------- | ------------------ | ----------- |
| 1991/92 | Суперліга | 7     |                  |                    |             |
| 1992/93 | Суперліга | 7     |                  |                    |             |
| 1993/94 | Суперліга | 7     | 3                |                    |             |
| 1994/95 | Суперліга | 7     | Переможець       |                    |             |
| 1995/96 | Суперліга | 10    | 1/4 фіналу       |                    |             |
| 1996/97 | Суперліга | 8     |                  |                    |             |
| 1997/98 | Суперліга | 10    |                  |                    |             |
| 1997/98 | Суперліга | 10    |                  |                    |             |
| 1998/99 | Вища Ліга | 1     | Переможець       |                    |             |
| 1999/00 | Суперліга | 3     |                  |                    |             |
| 2000/01 | Суперліга | 3     |                  |                    | 1/32 фіналу |
| 2001/02 | Суперліга | 4     |                  |                    | 1/16 фіналу |
| 2002/03 | Суперліга | 5     |                  |                    |             |
| 2003/04 | Суперліга | 4     | Переможець       |                    |             |
| 2004/05 | Суперліга | 4     | Фіналіст         |                    |             |
| 2005/06 | Суперліга | 2     | Фіналіст         |                    |             |
| 2006/07 | Суперліга | 4     |                  |                    | 1/32 фіналу |
| 2007/08 | Суперліга | 3     | 3-є              |                    |             |
| 2008/09 | Суперліга | 3     | 3-є              |                    |             |
| 2009/10 | Суперліга | 1     | Переможець       |                    |             |
| 2010/11 | Суперліга | 5     | 3-є              |                    |             |
| 2011/12 | Суперліга | 4     |                  |                    |             |
| 2012/13 | Суперліга | 6     | 1/4 фіналу       |                    |             |
| 2013/14 | Суперліга | 4     | 1/2 фіналу       |                    |             |
| 2014/15 | Суперліга | 4     | 3-є              |                    |             |
| 2015/16 | Суперліга | 4     | 1/2 фіналу       |                    |             |
| 2016/17 | Суперліга | 4     | Фіналіст         |                    |             |
| 2017/18 | Суперліга | 3     | Фіналіст         | Фіналіст           |             |
| 2018/19 | Суперліга | 5     | 3-є              | Фіналіст           |             |
| 2019/20 | Суперліга | 2     |                  |                    |             |
| 2020/21 | Суперліга | 5     | 1/4 фіналу       |                    |             |
| 2021/22 | Суперліга | 9     | Попередній Раунд |                    |             |
| 2022/23 | Суперліга | 6     |                  |                    |             |

## Досягнення
Чемпіонат України
- Чемпіон Вищої ліги України : 1998/1999.

- Чемпіон України : 2009/2010.
- Срібний призер України (1):  2005/2006.
- Бронзовий призер України (5): 1999/2000, 2000/2001, 2007/2008, 2008/2009, 2017/2018.

Кубок України
- Переможець  Кубка України (2): 1994/1995, 2003/2004.
- Фіналіст Кубка України (6): 2004/2005, 2005/2006, 2009/2010, 2016/2017, 2017/2018, 2019/2020.

Суперкубок України
- Фіналіст Суперкубка України (2): 2017/2018, 2018/2019.

### Студентські
- Чемпіон України серед команд ВНЗ (6):  1988/1989, 1989/1990, 1991/1992, 1996/1997, 1997/1998, 1998/1999.
- Чемпіон Європи серед студентських команд : 2002.
- Чемпіон Універсіади України: 1999.
- Срібний призер Універсіади України (2): 2001, 2003.

## Колишні гравці та тренери

### Гравці
- Танащук Тетяна
- Надія Кодола
- Олена Туркула
- Юлія Якушева
- Наталія Зємцова
- Тетяна Мандражеєва
- Яніна Журовська
- Дарія Озбек
- Катерина Кривець
- Вікторія Дельрос
- Олександра Міленко
- Марина Мазенко

### Тренери
- Романович Андрій Васильович (2001-2016)
- Туркула Віктор Михайлович (2016-2021)
- Чорненька Людмила Володимирівна[3] (2021- до сьогодні)